# Aprilie 1980
Acest articol este generat integral pe baza informațiilor din articolul 1980 și este actualizat periodic de un robot.
 Editările făcute în articol vor fi șterse la următoarea actualizare! Dacă doriți să faceți modificări, editați articolul-sursă.

ianuarie -
februarie -
martie -
aprilie -
mai -
iunie -
iulie -
august -
septembrie -
octombrie -
noiembrie -
decembrie
Aprilie 1980 a fost a patra lună a anului și a început într-o zi de marți.

## Evenimente
- 30 aprilie: Regina Iuliana a Olandei abdică și fiica sa, Beatrix accede la tron.

## Nașteri
- 1 aprilie: Roxana Mânzatu, politician român
- 1 aprilie: Randy Orton, wrestler profesionist și actor românesc
- 1 aprilie: Florin Mircea, politician român
- 2 aprilie: Simona Bucura-Oprescu, politiciană română
- 2 aprilie: Carlos Salcido (Carlos Arnoldo Salcido Flores), fotbalist mexican
- 2 aprilie: Péter Somfai, scrimer maghiar
- 5 aprilie: Ruxanda Glavan, politiciană din R. Moldova
- 5 aprilie: Joris Mathijsen, fotbalist neerlandez
- 5 aprilie: Romulus Daniel Miclea, fotbalist român
- 8 aprilie: Gigel Bucur (n. Gheorghe Bucur), fotbalist român (atacant)
- 8 aprilie: João Paulo Pinto Ribeiro, fotbalist portughez (atacant)
- 8 aprilie: Katee Sackhoff, actriță americană
- 8 aprilie: Arman Karamian, fotbalist armean
- 8 aprilie: Artavazd Karamian, fotbalist armean
- 9 aprilie: Lee Yo Won, actriță sud-coreeană
- 9 aprilie: Lee Yo-won, actriță sud-coreeană
- 10 aprilie: Gro Hammerseng, handbalistă norvegiană
- 11 aprilie: Keiji Tamada, fotbalist japonez (atacant)
- 12 aprilie: Brian McFadden, cântăreț irlandez
- 14 aprilie: Mihai Olteanu, fotbalist român
- 16 aprilie: Paul London, wrestler american
- 17 aprilie: Kiril Petkov, economist bulgar
- 20 aprilie: Mircea Oprea, fotbalist român (atacant)
- 20 aprilie: Jasmin Wagner, cântăreață germană
- 22 aprilie: Nicolas Douchez, fotbalist francez (portar)
- 22 aprilie: Ján Kozák, fotbalist slovac
- 23 aprilie: Taio Cruz, cantautor și producător muzical englez
- 24 aprilie: Elena Băsescu, politiciană română, fiica lui Traian Băsescu
- 26 aprilie: Jordana Brewster, actriță americană de film, născută în Panama
- 26 aprilie: Channing Tatum, actor de film, dansator și fotomodel american
- 27 aprilie: Anda Adam, cântăreață română
- 29 aprilie: Kian Egan, cântăreț irlandez
- 29 aprilie: Magdalena Tul, cântăreață poloneză

## Decese
Ion Emil Brückner, 68 ani, medic român (n. 1912)
Gianni Rodari, 59 ani, scriitor italian de literatură pentru copii (n. 1920)
Jean-Paul Sartre (n. Jean-Paul Charles Aymard Sartre), 74 ani, filosof, critic literar, nuvelist, jurnalist, militant social și scriitor francez (n. 1905)
Morris Stoloff, 81 ani, compozitor american (n. 1898)
Alejo Carpentier (Alejo Carpentier y Valmont), 75 ani, romancier cubanez (n. 1904)
Mario Bava, 65 ani, regizor și scenarist italian (n. 1914)
Stanisław Gołąb, 77 ani, matematician polonez (n. 1902)
Alfred Joseph Hitchcock, 80 ani, regizor și producător britanic de film (n. 1899)